# Szun Ven
Szun Ven (egyszerűsített Kínai nyelven: 孙雯, Sanghaj, 1973. április 6. –) közismert, már visszavonult női kínai labdarúgó játékos.

## Pályafutása
17 évesen tűnt fel a nemzeti csapatban. Erős csatár volt nagyszerű képességekkel és passzkészséggel, Szun elnyerte az Aranycipőt (amit megosztva kapott meg a brazil Sissivel) és az Aranylabdát is az 1999-es női labdarúgó-világbajnokságon, és az első olyan nő lett, akit jelöltek az Ázsiai Labdarúgó-szövetség Év játékosa díjra. Néhány tekintetben Mia Hammhez gyakran összehasonlítják. 2002-ben megválasztotta a FIFA az Évszázad női játékosának, a díjat az amerikai Michelle Akers-szel megosztva kapta meg. Szun az Atlanta Beatben játszott a Women's United Soccer Associationben 2001-től, amíg a bajnokság megszűnt 2003-ban, és nemzetközi kapcsolattartó hallgató és újságíró lett a Fudan Universityn. Visszatért a kínai női labdarúgó-válogatottba két évvel a visszavonulása után 2005. december 15-én , majd sérülés miatt ismét visszavonult, miután megnyerte az AFC női Ázsia Kupát 2006-ban.

## Sikerei, díjai
- Világbajnoki ezüstérmes: 1999
- Olimpiai ezüstérmes (1): 1996
- Ázsia-játékok győztes (4): 1991, 1993, 1995, 1997
- Négy Nemzet Tornája bronzérmes (1): 2002